# Agwara
Agwara è una città della Repubblica Federale della Nigeria appartenente allo Stato di Niger.
È il capoluogo dell'omonima area a governo locale (local government area) che si estende su una superficie di 1.538 km² e conta una popolazione di 57.413 abitanti.